# Aglossodes prionophoralis
Aglossodes prionophoralis är en fjärilsart som beskrevs av Émile Louis Ragonot 1891. Aglossodes prionophoralis ingår i släktet Aglossodes och familjen mott. Inga underarter finns listade i Catalogue of Life.